# Graveworm
A Graveworm olasz szimfonikus black metal/gótikus metal zenekar. 1992-ben alakultak meg Bruneckban.
Magyarországon eddig egyszer léptek fel, 2014-ben, a Dürer Kertben, az Emergency Gate, Tenside, Kryptos zenekarok társaságában.

## Tagok
- Stefan Unterpertinger - gitár (1992-2003, 2012-)
- Stefan Fiori - ének (1992-)
- Maschtl Innerbichler - dobok (1995-)
- Eric Righi - gitár (1995-)
- Florian Reiner - basszusgitár (2011-)

Volt tagok: Thomas Orgler, Sabine Mair, Lukas Flarer, Didi Schraffel, Eric Traffel és Henry Klenk.

## Diszkográfia
- When Daylight's Gone (1997)
- As the Angels Reach the Beauty (1999)
- Scourge of Malice (2001)
- Engraved in Black (2003)
- (N)utopia (2005)
- Collateral Defect (2007)
- Diabolical Figures (2009)
- Fragments of Death (2011)
- Ascending Hate (2015)